# 공소 (법)
공소(公訴, indictment)는 법률인이 범죄를 저질렀다는 공식적인 고발이다. 중범죄의 개념을 사용하는 관할권에서 가장 심각한 범죄는 중범죄이다. 해당 개념을 사용하지 않는 관할권에서는 공소 가능한 범죄, 즉 공소가 필요한 범죄라는 개념을 사용하는 경우가 많다.

## 오스트레일리아
오스트레일리아 헌법 제80조는 “연방 법률에 위배되는 범죄에 대한 공소에 대한 재판은 배심원에 의해 이루어진다”고 규정하고 있다. 오스트레일리아 고등법원은 이 조항에 대해 일관되게 협소한 해석을 사용해 왔으며, 이는 오스트레일리아 의회가 배심원 재판에 대한 보편적인 권리를 부여하기보다는 어떤 범죄에 대해 공소가 진행되는지 정의할 수 있도록 허용했다. 1914년 형법 제4G조는 "12개월을 초과하는 징역형으로 처벌될 수 있는 연방 법률 위반은 반대 의도가 나타나지 않는 한 공소 가능한 범죄"라고 규정하고 있다.

## 캐나다
직접 공소란 예심이 끝나기 전이나 예심에서 피고인이 석방된 후 사건을 직접 재판에 회부하는 방식이다. 이는 재판을 받아야 할 사람이 적시에 나오거나 예심에서 판단 오류가 발생한 것으로 보이는 경우를 확인하기 위해 특별하고 거의 사용되지 않는 권한을 의미한다. 캐나다 대법원이 형사 사건을 재판에 회부하기 위해 국왕에게 기한을 부과한 2016년 요르단 판결의 여파로 국왕은 이 절차를 더 자주 사용하기 시작했다.

## 같이 보기
- 기소인부절차
- 기소